# محطة قطار سيدي عاشور
مَحطة سيدي عاشور هي محطة قطار جَزائرية تقع بإقليم بَلدية البوني بولاية عنابة. تُعدّ جزءًا من شبكة الخطوط الإقليمية التي وتديرها الشركة الوطنية للنقل بالسكك الحديدية في الجزائر.

## خِدمة الركاب

### خدمة
تخدم محطة سيدي عاشور القطارات الإقليمية على خط عنابة - سيدي عمار  , .

### روابط خارجية
- "ش.و.ن.س.ح". الشركة الوطنية للنقل بالسكك الحديدية. مؤرشف من الأصل في 2025-05-05.